# 二リチウム
二リチウム（にリチウム、dilithium、Li2）は、共有結合した2つのリチウム原子からなる強い求電子性二原子分子である。Li2は気相で知られている。結合次数は1、核間距離は267.3 pm、結合エネルギーは101 kJ mol−1。
Li2の電子配置はσ2と書くことができる。
リチウム蒸気の 1% (質量) が Li2 の形で存在する。3つ以上のリチウム原子が共有結合した分子も Li2 より少量ながら存在する。リチウム原子のクラスターも存在し、最も一般的なのは Li6 である。

## 推薦文献
- グリーンウッド, ノーマン; アーンショウ, アラン (1997). Chemistry of the Elements (英語) (2nd ed.). バターワース＝ハイネマン（英語版）. ISBN 978-0-08-037941-8.{{cite book2}}:  CS1メンテナンス: デフォルトと同じref (カテゴリ)